# 루이사이트
루이사이트(Lewisite)는 유기비소화합물, 더 구체적으로 말해 아르신이다. 한때 미국과 일본에서 수포작용제와 허파 자극제로서 화학 무기로 제조되기도 했다. 무색무취이지만, 루이사이트 불순물 표본은 노랑 또는 갈색의 액체로, 제라늄 향기와 비슷한 냄새가 난다.

## 화학 반응
화합물은 적절한 촉매가 존재하는 상황에서 비소 3 염화물을 아세틸렌에 추가하여 준비할 수 있다:
AsCl3 + C2H2 → ClCHCHAsCl2
다른 아르신 염화물들과 비슷하게, 루이사이트는 물에 가수분해하여 염산을 생성한다:
ClCHCHAsCl2 + 2 H2O → "ClCHCHAs(OH)2" + 2 HCl
이러한 반응은 알카인 용액에서 빠르게 일어나며 독성 (비휘발성) 아비산 나트륨과는 부산물이 된다.